# Alfred Jules Ayer

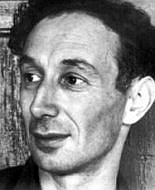
Alfred Jules Ayer (przed 1930)

Alfred Jules Ayer (ur. 29 października 1910 w Londynie, zm. 27 czerwca 1989 tamże) – brytyjski filozof analityczny i lewicowy intelektualista. Bywa określany jako empirysta dawnego stylu. Jeden z ważnych przedstawicieli angielskiej szkoły analitycznej.

## Życiorys
Jego matka była Belgijką, a ojciec Szwajcarem. Ukończył studia na uniwersytecie w Oksfordzie, przez rok (1932) studiował także w Wiedniu. Następnie nauczał w Oksfordzie, od 1946 w University College London, od 1959 ponownie w Oksfordzie.
Jego filozofia nawiązuje do empiryzmu Hume'a i logiki Russella. Otwarty na neopozytywizm, który przeniósł do Wielkiej Brytanii (Language, Truth and Logic, 1936). Jego podstawowym dziełem jest Foundations of empirical knowledge. Podczas drugiej wojny światowej pracował w wywiadzie angielskim. W dziedzinie etyki sformułował pogląd nazywany emotywizmem. Pod koniec życia zajął się historią filozofii, pisząc o Russellu, pragmatyzmie, Humie i Wolterze. Uprawiał także lewicową publicystykę polityczną, nie wstąpił jednak do partii komunistycznej, gdyż nie mógł uwierzyć w prawdziwość materializmu dialektycznego. Jego pisma odznaczają się wysoką kulturą języka i elegancją.

## Publikacje
Inne prace Ayera to:
- 1956: The Problem of Knowledge, kolekcja esejów autorów neopozytywistycznych poprzedzona jego wstępem 
  - przekład jako Problem Poznania (1965),
- 1959: Logical Positivism,
- 1972: Probablity and Evidence,
- 1973: The Central Questions of Philosophy,
- 1982: Philosophy in the Twentieth Century,
  - przekład jako Filozofia w XX wieku (1997),
- 1985: Wittgenstein.